# Christof Landmesser
Christof Landmesser (* 22. Dezember 1959 in Rommelshausen, heute Kernen im Remstal) ist ein evangelischer Theologe und Neutestamentler an der Universität Tübingen.

## Leben
Christof Landmesser machte von 1975 bis 1977 eine Ausbildung zum Versicherungskaufmann und erlangte im Jahre 1980 die allgemeine Hochschulreife. Anschließend war er von 1980 bis 1981 am Sprachenkolleg der Evangelischen Landeskirche in Stuttgart.
Daran schloss sich ein Theologiestudium an, das er 1988 mit dem ersten Theologischem Examen abschloss. Während dieser Zeit war er von 1981 bis 1986 Stipendiat am Evangelischen Stift in Tübingen. Während seiner Studienzeit nahm er auch am Lehrkurs des Deutschen Evangelischen Institutes für Altertumswissenschaften des Heiligen Landes in Jordanien und Israel teil. An das Studium schloss sich sein Vikariat und ein Lehrauftrag an der Fachschule für Sozialpädagogik in Tübingen von 1988 bis 1990 an. Nach dem zweiten Theologischen Examen folgte am 9. September 1990 die Ordination.
Von 1990 bis ins Jahr 2003 war Landmesser Assistent im Fach Neues Testament an der Evangelisch-Theologischen Fakultät der Eberhard Karls Universität in Tübingen. Nach Promotion und Verleihung des Promotionspreises der Universität Tübingen war er von 1998 bis 2000 Gast im Graduierten-Kolleg 'Die Bibel – ihre Entstehung und ihre Wirkung'. 2000 erfolgte dann seine Habilitation.
In den Jahren 2003 bis 2006 war er Professor für Neues Testament an der Johannes Gutenberg-Universität in Mainz.
Seit dem Wintersemester 2006/2007 ist er Professor für Neues Testament mit dem Schwerpunkt Paulus und die Paulusschule, Theologie und Hermeneutik des Neuen Testamentes an der Evangelisch-Theologischen Fakultät in Tübingen.
Christof Landmesser ist seit 2008 Vorsitzender der Rudolf-Bultmann-Gesellschaft und Mitglied im EKD-Ausschuss für den Dialog mit dem Ökumenischen Patriarchat von Konstantinopel. Er ist seit 2008 Frühprediger an der Stiftskirche Tübingen.
Seit Oktober 2013 ist er Betreuer im Graduiertenkolleg 1808 Ambiguität-Produktion und Rezeption.
Er ist Hauptherausgeber des wissenschaftlichen Briefwechsels von Rudolf Bultmann (Mohr Siebeck, Tübingen) und Mitherausgeber der Reihen:
Hermeneutische Untersuchungen zur Theologie (Mohr Siebeck, Tübingen),
Arbeiten zur Bibel und ihrer Geschichte (Evangelische Verlagsanstalt, Leipzig),
Veröffentlichungen der Rudolf-Bultmann-Gesellschaft für Hermeneutische Theologie e.V.

## Mitgliedschaften
Christof Landmesser ist in folgenden Vereinigungen Mitglied:
- Studiorum Novi Testamenti Societas (SNTS)
- Society of Biblical Literature (SBL)
- Wissenschaftliche Gesellschaft für Theologie
- Rudolf-Bultmann-Gesellschaft für Hermeneutische Theologie e.V. (Vorsitzender des Vorstandes)
- Deutscher Hochschulverband
- Förderverein Evangelisches Stift Tübingen

## Schriften
- mit H.-J. Eckstein, H. Lichtenberger (Hrsg.): Jesus Christus als die Mitte der Schrift. Studien zur Hermeneutik des Evangeliums, BZNW 86. Berlin u. a. 1997.
- Wahrheit als Grundbegriff neutestamentlicher Wissenschaft (WUNT 113), Mohr Siebeck, Tübingen 1999
- Freiheit als Konkretion von Wahrheit. Eine exegetische Skizze zum Lebensbezug des Evangeliums in der paulinischen Theologie, in: W. Härle u. a. (Hg.): Befreiende Wahrheit, FS für E. Herms zum 60. Geburtstag, MThSt 60, Marburg 2000, 39–56
- Jüngerberufung und Zuwendung zu Gott. Ein exegetischer Beitrag zum Konzept der matthäischen Soteriologie im Anschluß an Mt 9,9–13 (WUNT 133), Mohr Siebeck Tübingen 2001
- Andreas Großmann (Hrsg.): Rudolf Bultmann – Martin Heidegger, Briefwechsel 1925–1975, XXV, 342 S., Klostermann/Mohr Siebeck, Frankfurt, Tübingen 2009
- mit A. Klein (Hrsg.): Rudolf Bultmann (1884–1976) – Theologe der Gegenwart. Neukirchen-Vluyn 2010.
- mit H.-J. Eckstein und H. Lichtenberger (Hrsg.): Eschatologie – Eschatology. WUNT 272, Tübingen 2011.
- als Herausgeber: Bultmann Handbuch. Mohr Siebeck, Tübingen 2017, ISBN 978-3-16-151688-7.
- mit Doris Hiller (Hrsg.): Gerechtigkeit leben. Konkretionen des Glaubens in der gegenwärtigen Welt. Evangelische Verlagsgesellschaft, Leipzig 2018, ISBN 978-3-374-05380-3.
- mit Doris Hiller (Hrsg.): Wahrheit – Glaube -Geltung. Theologische und philosophische Konkretionen. Evangelische Verlagsgesellschaft, Leipzig 2019, ISBN 978-3-374-05985-0.
- mit Doris Hiller (Hrsg.): Braucht der Mensch Erlösung? Evangelische Verlagsgesellschaft, Leipzig 2020, ISBN 978-3-374-06471-7.
- mit Dorothee Schlenke (Hrsg.): Nachdenken über Gott. Theologie im Spiel der Disziplinen (= Veröffentlichungen der Rudolf-Bultmann-Gesellschaft für Hermeneutische Theologie e.V.). Evangelische Verlagsgesellschaft, Leipzig 2021, ISBN 978-3-374-06819-7.
- mit Lukas Bormann (Hrsg.): Rudolf Bultmann und die neutestamentliche Wissenschaft der Gegenwart (= Hermeneutische Untersuchungen zur Theologie, Bd. 88). Mohr Siebeck, Tübingen 2022, ISBN 978-3-16-161732-4.
- mit Andreas Schüle (Hrsg.): Eigenanspruch – Geltung – Rezeption. „Heilige Texte“ in der Bibel (= Arbeiten zur Bibel und ihrer Geschichte, Bd. 72). Evangelische Verlagsanstalt, Leipzig 2023, ISBN 978-3-374-07229-3.

Festschrift
- Martin Bauspieß u. a. (Hrsg.): Bestimmte Freiheit. Festschrift für Christof Landmesser zum 60. Geburtstag (= Arbeiten zur Bibel  und ihrer Geschichte, Bd. 64). Evangelische Verlagsanstalt, Leipzig 2020, ISBN 978-3-374-06414-4 (Bibliographie S. 359–369).